# کونوکا ماتسودا
کونوکا ماتسودا (انگلیسی: Konoka Matsuda؛ زادهٔ ۲۷ آوریل ۱۹۹۹) بازیگر، آیدل ژاپنی، و مجری رادیو اهل ژاپن است.